# 5º Reggimento artiglieria da montagna
Il 5º Reggimento Artiglieria da Montagana è stata un'unità dell'Esercito Italiano attiva dal 1935 al 1974, e successivamente dal 1992 al 2001.

## Storia
Il 5º Reggimento a. mon. (con la denominazione 5º Reggimento Artiglieria Alpina) viene costituito il 31 dicembre 1935, con i gruppi "Belluno" e "Lanzo", inquadrato nella Divisione Alpina "Pusteria". Partecipa alla campagna d'Africa Orientale (1935 - 1936 battaglie di AMBA ARADAM, ANTOLO’, AMBA ALAGI, PASSO MECAN). Nel secondo conflitto mondiale combatte inizialmente sul fronte alpino occidentale, a fine 1940 viene trasferito sul fronte greco - albanese dove, terminati combattimenti, verrà impiegato, sempre con la Divisione "Pusteria", a presidiare il Montenegro. Nel estate del 1942 viene trasferito nella zona dell'Alta Savoia e nelle Alpi Graie dove permane sino all'armistizio. Il 12 settembre 1943 cessa di esistere come unità organica.
Il 1º luglio 1953 viene ricostituito, con l'attuale denominazione, nella sede di MERANO, inquadrato nella Brigata Alpina "Orobica", con i gruppi "Bergamo" (a Silandro), "Sondrio" (inizialmente a Silandro poi a Vipiteno) e "Vestone" (a Merano).  Il 30 settembre 1975 nel ambito della ristrutturazione della Forza Armata, viene sciolto contestualmente al "Gruppo Vestone" e la bandiera di guerra viene ereditata dal Gruppo artiglieria da montagna "Bergamo".
Il 1º agosto 1992 è ricostituito su gr. a. mon. "Bergamo", 51^ brt. c/a. e batteria Comando e Servizi (BCS) nella Caserma "Druso" di Silandro inquadrato nella Brigata Alpina "Tridentina". Nel novembre 1995 viene trasferito con tutte le sue Unità nella Caserma "Ugo Polonio" di MERANO. Il 15 maggio 2001 viene nuovamente sciolto.

## Onorificenze
- Medaglia di Bronzo al Valor Militare, per il gruppo "Belluno" (Africa Orientale 31/3/1936).
- Medaglia d’Oro al Valor Militare, per il gruppo "Bergamo" (Fronte russo, agosto 1942 - febbraio 1943);

## I Comandanti
Col. Mazzini Luigi                       	dal 31.07.1935 al 24.09.1937
Col. Norcen Antonio                   	dal 25.09.1937 al 07.09.1939
Col. Molinari Giuseppe               	dal 08.09.1939 al 28.08.1941
Col. Biscuola Livio                      	dal 29.08.1941 al 29.07.1943
Col. Bizzarri Ezio                         	dal 30.07.1943 al 08.09.1943
il Rgt. non esiste da set. 1943 a giugno 1953
Col. Valenza Vincenzo dal 01.07.1953 al 30.04.1957
Col. Bonfatti Franco dal 01.05.1957 al 22.06.1957
Col. Roggero Pietro dal 23.06.1957 al 31.08.1958
Col. Benvenuti Enrico dal 01.09.1958 al 20.01.1960
Col. Drocco Carlo dal 21.01.1960 al 28.02.1961
Col. Giustiniani Vito dal 01.03.1961 al 14.03.1963
Col. Minale Romolo dal 15.03.1963 al 28.02.1966
Col. Gasca Queirazza Federico dal 01.03.1966 al 05.04.1967
Col. Curini Ugo dal 06.04.1967 al 30.09.1968
Col. Daz Aldo dal 01.10.1968 al 26.08.1970
Col. Secondino Giovanni dal 27.08.1970 al 31.08.1972
Col. Cavallari Pierluigi dal 01.09.1972 al 29.08.1974
Col. Pensa Renato dal 30.08.1974 al 29.09.1975
il Rgt. non esiste da ott. 1975 a luglio 1992
Col. Barberis Giovanni dal 01.08.1992 al 29.08.1994
Col. Celani Cesare dal 30.08.1994 al 02.10.1996
Col. Banella Antonio dal 03.10.1996 al 05.08.1998
Col. Roggero Gabrio dal 06.08.1998 al 25.08.2000
Col. Lattanzio Riccardo dal 26.08.2000 al 15.05.2001